# Copônio
Copônio(pt-BR) ou Copónio(pt-PT?) (em latim: Coponius) foi um político romano, primeiro governador (praefectus) da província romana da Judeia, em 7 d.C..

## Contexto histórico
Antes do governo de Copônio, a Judeia era um Estado-vassalo do Império Romano, governado pelo rei Herodes Arquelau - que sucedeu a seu célebre pai, Herodes, o Grande, em 4 a.C.. Em 3 a.C., Augusto tirou o título de rei de Arquelau, e deixou-o governando a metade do reino que fora de Herodes, a metade que havia sido deixada a ele pelo seu pai. Em 6 d.C., após ouvir acusações contra Arquelau, Augusto o envia exilado para Viena, na França (???), e, em 7 d.C., reorganiza o seu reino, que incluía a Judeia, Samária e Idumeia, como parte da província romana da Síria, cujo governador era Públio Sulpício Quirínio.

## Biografia e carreira política
Pertencia, como a maioria dos procuradores que o sucederam, à classe eqüestre, e "tinha o poder da vida e da morte". Durante a sua administração ocorreu a revolta de Judas, o Galileu, que não foi causada por alguma atitude de Copônio, porém sim pela introdução de soldados romanos ao território. Com a reconstrução da província da Judeia que estava sendo empreendida, um censo estava sendo realizado por Quirínio, governador da Síria - o que foi motivo de ainda mais ofensa para os judeus.
O governo de Copônio se iniciou com distúrbios. Nesta altura a exigência de impostos fez com que Roma obrigasse tanto Quirínio quanto Copônio, em 6 ou 7 d.C., realizassem um censo da população da Judeia e de suas posses. Muitos judeus que tinham lembravam do Estado judeu independente, sob os Hasmoneus, e para eles a ocupação era ainda mais dolorosa. Por influência de Joazar ben Boeto, que havia sido sumo sacerdote anteriormente, muitos judeus participaram do censo; houve muita oposição, no entanto, porque muitos judeus acreditavam que não podiam reconhecer ninguém - muito menos os pagãos romanos - como seus senhores, somente Deus. Judas, o Galileu e Sadoque, o Fariseu estavam entre os líderes deste grupo.
Nada mais se sabe sobre a vida pessoal, ou sobre as atitudes pessoais de Copônio em relação aos judeus.
Durante o seu governo, o seguinte incidente ainda teria ocorrido: no festival da Páscoa judaica, quando as portas do Templo eram abertas à meia-noite, alguns samaritanos entraram pela porta principal, e espalharam ossos humanos ao longo da colunata do santuário. Pouco tempo depois deste acontecimento, Copônio teria sido convocado de volta a Roma, e substituído por Marco Ambíbulo.. Provavelmente devido a este fato uma das portas do Templo tinha o nome de "porta de Copônio". Este evento ocorreu, segundo Ussher, em 7 ou em 8 d.C..

## Moedas
Copônio, assim como seus sucessores, cunhou suas próprias moedas. Ao contrário do que fazia o governador da Síria, porém como os Herodianos, optou por não cunhar caras moedas de prata, mas sim exemplares de bronze, menos valiosos. Em respeito às sensibilidades judaicas as moedas cunhadas por Copônio não apresentavam imagens de pessoas (como, por exemplo, o imperador), e sim diversos símbolos. Algumas moedas encontradas mostram uma planta madura de cevada num dos lados, e uma tamareira com frutos do outro. As letras, no entanto, mostram a inscrição grega Kaisaros, "do imperador".